# Xosé Filgueira Valverde
Xosé Fernando Filgueira Valverde, ocasionalmente José Filgueira Valverde (Pontevedra, 28 de octubre de 1906-ibidem, 13 de septiembre de 1996), fue un escritor, investigador y crítico español en lengua gallega y castellana. Se le conoce, en el ámbito intelectual gallego, con el sobrenombre de «O vello profesor» («El viejo profesor»).
Cofundó el Seminario de Estudos Galegos, dirigió el Instituto Padre Sarmiento de Estudios Gallegos y el Museo de Pontevedra. Presidió el Consejo de la Cultura Gallega y fue miembro de la Real Academia Gallega. Persona de profunda cultura humanista y de obra extensa y divulgativa en una época en la que las instituciones que hoy cumplen esa función no la cumplían o no existían.
La Real Academia Gallega acordó dedicarle el Día de las Letras Gallegas del año 2015 por su trabajo divulgativo a favor de la lengua e de la cultura gallega. Se trata de una figura que suscita controversia, y al mismo tiempo es un personaje fundamental en el transcurrir de la cultura y literatura gallegas a lo largo del siglo XX.

## Biografía

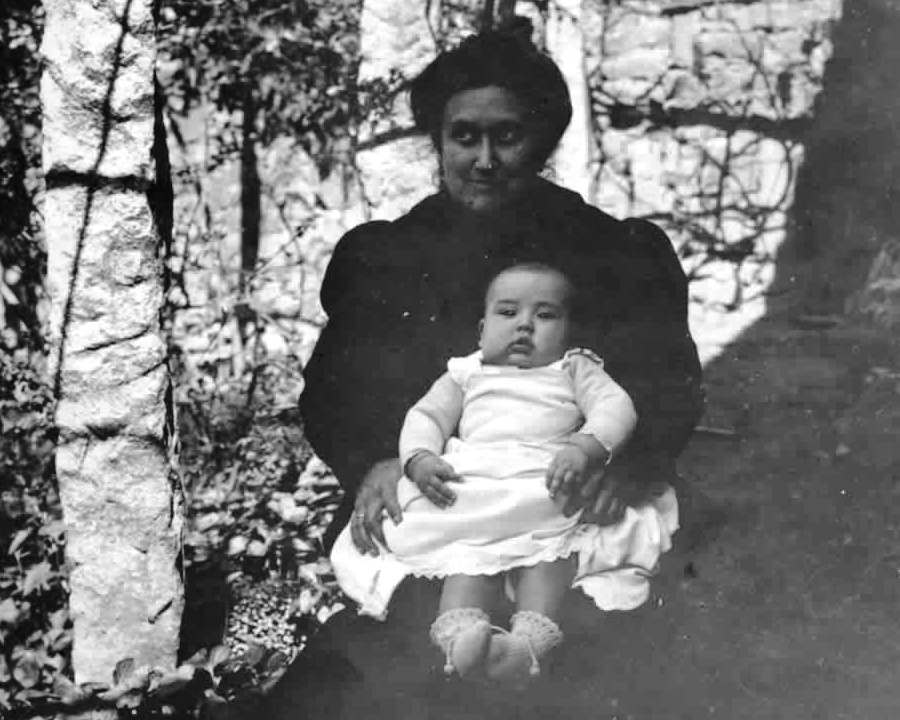
Fotografía de Xosé Fernando cuando todavía era un bebé.

Nació en la plaza del Peirao de Pontevedra. Hijo de José María Filgueira Martínez (1871-1938), médico en Pontevedra, y Araceli Valverde Yaquero (1870-1946).

### Historial académico
En 1922 empezó la carrera de Filosofía e Letras en la Universidad de Santiago de Compostela, terminada en 1927, en la Sección de Ciencias Históricas, en la Universidad de Zaragoza. Un año después, en 1928, concluye en Santiago, con Premio Extraordinario, los estudios de Derecho. Defendió su tesis doctoral, calificada con Sobresaliente, en la Universidad Central de Madrid, sobre la Cantiga CIII de Alfonso X el Sabio.
En 1928 comenzó su carrera docente como Ayudante interino de la Sección de Letras en el Instituto de Pontevedra. En 1935 ganó por oposición la Cátedra de Lengua y Literatura Española del Instituto Jaime Balmes de Barcelona, desde el que pasa al de Melilla y al de Lugo, donde permanecerá hasta 1939. En esta fecha se traslada al Instituto de Pontevedra, centro del que será nombrado director, primero en funciones en 1944 y después definitivo en 1946, permaneciendo en el cargo hasta su jubilación en 1976.

### Actividad cultural y política
Desde muy joven estuvo involucrado en toda clase de proyectos culturales. El 12 de octubre de 1923, con diecisiete años, fundó, junto a Lois Tobío y Fermín Bouza Brey, el Seminario de Estudos Galegos, donde dirigió la sección de Historia de Literatura para luego ser nombrado director de honor de esta institución. Años después dirigiría el Instituto de Estudios Gallegos Padre Sarmiento.
Creador del Museo de Pontevedra en 1927 con el que colabora hasta el fin de sus días. Participó del galleguismo, siendo miembro desde los comienzos del Partido Galeguista. Sin embargo, en mayo de 1935 encabeza un grupo de militantes del Partido Galeguista de Pontevedra que abandonan el partido como protesta por la política de pactos con la izquierda y organizaron la Dereita Galeguista.

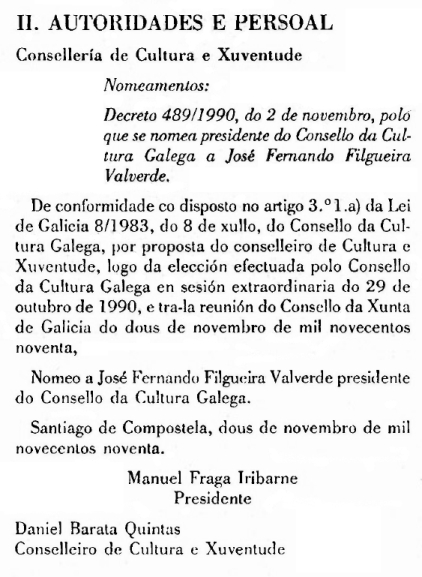
Nombramiento como presidente del Consejo de la Cultura Gallega.

Tras la Guerra Civil, colaboró con el régimen franquista, llegando a ser alcalde de Pontevedra. Desde 1942 y hasta 1986, Filgueira Valverde dirigió el Museo de Pontevedra. En 1942 fue nombrado miembro numerario de la Real Academia Galega y vocal del Instituto da Lingua Galega de la Universidad de Santiago en 1972.
Tras las primeras elecciones al Parlamento Gallego (1981) fue designado Consejero de Cultura (1982-1983) de la Junta de Galicia, cargo desde el que defendió en las Cortes españolas el bilingüismo en la enseñanza. Fue presidente del Consejo de la Cultura Gallega desde 1990 hasta su fallecimiento.
De su amplio currículo se pueden destacar, además, el título correspondiente de la Real Academia de la Historia (1932), de la Lingua (1953), y de las de Bellas Artes de San Fernando, La Coruña, Córdoba, Sevilla y Málaga.
Entre los galardones con los que fue distinguido, recibió el Premio da Crítica das Letras e das Artes, la Medalla de Oro de la Provincia de Pontevedra, fue nombrado Hijo Predilecto de Pontevedra y doctor honoris causa por distintas universidades españolas.

## Obra
Su faceta de erudito e investigador produjo trabajos sobre literatura medieval (Literatura medieval gallego-portuguesa), sobre los cancioneros musicales gallegos, guías, historias y dos volúmenes de ensayos breves, Adral (1970) y Segundo Adral (1981), en los que trata muy variados aspectos de la cultura gallega.
Su creación literaria se inicia con Os nenos (1925), una serie de textos breves en los que cada uno de los protagonistas evoca incidentes de su infancia; son estampas alegres o tristes contadas con sensibilidad, en las que la muerte juega un importante papel. Son relatos directos hechos con artificiosidad no aparente.
Las prosas de Filgueira, como las de otros escritores de su época, tratan temas populares desde unos supuestos culturales, consiguiendo el equilibrio entre los dos elementos en una prosa trabajada pero sencilla.
Otra narración es O vigairo (1927), en la que hace la semblanza de un tipo popular de la Pontevedra antigua. De 1936 es su pieza teatral para niños Agromar.
Como poeta se puede adscribir al neotrovadorismo por sus Seis canciones del mar in modo antico (1941).
Tiene una obra muy extensa, tanto científica como literaria, que supera los trescientos títulos entre libros y folletos, más de mil artículos en periódicos y revistas y más de 1600 conferencias, en gallego y castellano.

### Obra en gallego
La primera obra narrativa fue una recolección de narraciones breves: Os nenos, en 1925. Como articulista publicó numerosas colaboraciones en diferentes medios, recogidas todas ellas en la serie Adral, editada entre 1979 y 1996.

#### Ensayo
- O baldaquino en Galicia denantes do arte barroco, con Xosé Ramón Fernández-Oxea (1930).
- Lago González. Arcebispo galego (1934), 40 p, Pontevedra.
- Da épica na Galicia medieval, discurso de ingreso en la RAG en 1941.
- A poesía medieval galego-portuguesa fóra dos seus lindeiros (1980).
- Historias de Compostela (1982), Galaxia, ISBN 84-7507-059-0.
- O arquivo do Museo de Pontevedra e unha guía sucinta (1988), ISSN 0210-7791.
- Santiago de Compostela, con fotos de Manuel G. Vicente, ed. trilingüe (1989), Ir Indo, ISBN 84-7680-025-8.
- Estudios sobre lírica medieval: traballos dispersos (1925-1987), 1992, Galaxia, ISBN 84-7154-789-9.
- Arredor do libro: artigos de bibliografía (1996), Santiago, Junta, ISBN 84-453-1847-0.

#### Diccionarios
- Vocabulario popular galego-castelán, con Lois Tobío, Xulián Magariños y Cordal Carús (1926), Vigo.

#### Narrativa
- Os nenos, ilustrado por L. Pintos y cubierta y contracubierta de Castelao (1925), Lar.[10]
- O vigairo: ensaio simbólico, orixinal e inédito, con portada de Camilo Díaz (1927), 22 p., Lar.[10]
- Quintana viva, ilustrado por Castelao (1971), Galaxia, ISBN 84-7154-004-5.[11]

#### Literatura infantil y juvenil
- Agromar. Farsa pra rapaces (1936), firmado bajo el seudónimo J. Acuña.

#### Poesía
- 6 canciones de mar "in modo antico" (1941), Albor, n.º 7, Pamplona.[12]

#### Ediciones
- Cancioneiriño novo de Compostela (1969), Pombal, Edicións Castelos, Vigo.
- Afonso X e Galicia e unha escolma de cántigas (1980), Real Academia Galega.
- Armando Cotarelo Valledor (1879-1950), 1984, Real Academia Galega.
- Enrique Campo (1989), Deputación de Pontevedra.
- Álvaro Cunqueiro (1991), Publicacións da Real Academia Galega, La Coruña, 71 p.[13]
- Antoloxía do conto galego de medo (1996), Galaxia, ISBN 84-8288-035-7.

### Obra en castellano

#### Ensayo
- Guía de Pontevedra (1931), edición de Álvarez Gallego.
- La Cantiga CIII: noción del tiempo y gozo eterno en la narrativa medieval (1936), tesis doctoral.
- Formas paródicas en la lírica medieval gallega (1947), AAEPC, Madrid.
- El libro de Santiago, con dibujos de J. Sesto (1948) Editorial Nacional.
- Cervantes en nuestro camino (1949), Revista de la Obra de Protección de Menores, 29 p.
- Santiago de Compostela. Guía de sus monumentos e itinerarios (1950).
- La artesanía en Galicia (1953), Ediciones Galicia, Centro Gallego de Buenos Aires.[14]
- Tierras Hispánicas. Compostela, la ciudad del Apostol (1954)
- Camoens, conmemoración del centenario de "Os Lusiadas" (1958).
- Pontevedra y el mar, textos para la antología de una tradición (1963).
- Pontevedra, la tierra y sus gentes (prólogo), con Gerardo González Martín (ep.), 1967.
- El viaje a Galicia de Daniel Urrabieta Vierge (1880), 1969, Colección "Obradoiro" XI, Bibliófilos Gallegos.
- Guía breve del Museo de Pontevedra (1970), Fundación Pedro Barrié de la Maza, Conde de Fenosa.
- Los canteros gallegos (1976), Asociación de Amigos de los Pazos, ISBN 84-400-1573-9.
- Sobre lírica medieval gallega y sus perduraciones (1977), Bello, Valencia.
- Manuel Ventura Figueroa, Arzobispo de Laodicea, Patriarca de las Indias, Gobernador del Consejo de Castilla (1978), 32 p.
- Sargadelos (1978), Cuadernos del Seminario de Estudios Cerámicos de Sargadelos, Ed. del castro, ISBN 84-85134-80-X.
- El almirante pontevedrés Pedro Sarmiento de Gamboa: descubridor, cronista, poeta (1980), 49 p.
- Ideas y sistema de la historia en Fray Martín Sarmiento (1981) contestado por Antonio Blanco Freijeiro.
- Tiempo y gozo eterno en la narrativa medieval (1982), Edicións Xerais de Galicia, ISBN 84-7507-057-4.
- Baldaquinos Gallegos, con Xosé Ramón Fernández-Oxea (1987), Fundación Barrié, ISBN 84-85728-57-2.
- La escultura gallega, el centenario de Francisco Asorey (1991), ISBN 84-88051-09-3.
- La Basílica de Santa María de Pontevedra (1992), Fundación Pedro Barrié de la Maza, ISBN 84-87819-14-1.
- Camoens (1993), Junta de Galicia, Santiago de Compostela, ISBN 84-453-0641-3.
- Compostela, camino y estela (1993), Alsa, Oviedo, ISBN 84-604-6362-1.
- Fray Martín Sarmiento (1695-1772), 1994, Fundación Pedro Barrié de la Maza, ISBN 84-87819-65-6.

#### Ediciones
- Cancionero Musical de Galicia, recogido por Casto Sampedro y Folgar, dos tomos (1942).